# Papier powielaczowy rotaprintowy
Papier powielaczowy rotaprintowy – rodzaj papieru stosowanego do powielaczy offsetowych typu Rotaprint. Powielacze tego typu są miniaturami maszyny offsetowej jednokolorowej. Technika offsetowa wodna wymaga stosowania papieru odpornego na wnikanie wilgoci i deformację. Takimi właśnie cechami charakteryzuje się papier powielaczowy rotaprintowy. Produkowany w klasie V, w gramaturze 60-80 g/m².